# Microstigma
Microstigma é um género botânico pertencente à família Brassicaceae.